# Алисово (Хотынецкий район)
Алисово — село в Хотынецком районе Орловской области. Входит в состав Хотимль-Кузмёнковского сельского поселения.

## География
Населённый пункт расположен примерно в 200 метрах по дороге 54К-383 от центра поселения Хотимль-Кузмёнково, в 18 км от райцентра пгт. Хотынец и в 12 км от границы с Брянской областью.
Климат
Село Алисово находится в зоне умеренно—континентального климата (в классификации Кёппена — Dfb). Зима умеренно прохладная. Лето неустойчивое.
Время
Село Алисово, как и весь Хотынецкий район, находится в часовой зоне МСК (московское время). Смещение применяемого времени относительно UTC составляет +3:00.

## История
Село Алисово (Алисова) упоминается в 1678 году среди поместий Севского разряда Карачевского уезда Хотимльского стана.
Приход церкви Рождества Богородицы впервые упомянут в исторических документах а начале XVIII века. В 1843 году деревянный храм был уничтожен в результате пожара. В 1850 году из села Семёновки в Алисово перевезли новый деревянный храм.
В XIX веке населённый пункт в разные годы принадлежал Бавакиным, Моисеевым и некоторым другим владельцам.
В 1861 году село вошло в состав Хотимльской волости, позже было передано в Алёхинскую.
В 1891 году в населённом пункте была открыта школа грамоты.
В 1924 года Алисово вошло в состав Хотынецкой волости.
Во время Великой Отечественной была оккупирована. Село было захвачено немцами с октября 1941 года. Лишь 10 августа 1943 года Алисово освободили войска 217 СД.

## Население
| 2010 |
| ---- |
| 26   |

## Инфраструктура
Личное подсобное хозяйство.

## Транспорт
Выезд на автодорогу 54К-383.